# Lelant Saltings
Lelant Saltings – stacja kolejowa we wsi Lelant, w hrabstwie Kornwalia. Stacja leży na linii kolejowej St Ives Bay Line. Jest stacją typu park and ride dla turystów odwiedzających St Ives.

## Ruch pasażerski
Stacja obsługuje ok. 568 pasażerów rocznie (dane za rok 2021/2022). Jeszcze w r. 2005 ze stacji skorzystało 23 774 pasażerów. Zmianę tę wiąże się ze zmianą systemu sprzedaży biletów (ważne na całej linii). Posiada połączenie z St Erth, St Ives i linią Cornish Main Line. Serwis obsługiwany jest wahadłowo, w przybliżeniu co godzinę.